# Raymond Bussières
Raymond Bussières (Ivry-la-Bataille, 3 november 1907 - Parijs, 29 april 1982) was een Frans acteur. Gedurende veertig jaar was hij vooral bekend als een uitstekende tweedeplansacteur in ongeveer 130 films. Hij werkte ook regelmatig voor de televisie.

## Leven en werk

### Afkomst en opleiding
Raymond Bussières werd in Normandië in een onderwijzersgezin geboren. Zijn vader was actief in de sociale beweging en zijn moeder baatte een tabakswinkel uit. Omdat het gezin niet zo rijk was moest hij zijn plan om dokter te worden opbergen. In Parijs werd hij eerst bediende en daarna tekenaar-topograaf. 

### Groupe Octobre
Hij kreeg belangstelling voor het amateurtheater en, helemaal in het verlengde van zijn vaders engagement, voor de Groupe Octobre, een theatergezelschap dat in het begin van de jaren dertig speelde op politieke bijeenkomsten, op straat en in fabrieken waar gestaakt werd. Hij leerde er onder meer Jacques Prévert, Pierre Prévert, Jean-Paul Le Chanois, Paul Grimault en Yves Allégret kennen. 

### Filmdebuut
Vanaf 1933 begon hij figurantenwerk te doen in films. Louis Daquin, een geëngageerde jonge cineast, gaf hem in 1941 een eerste stevige rol in zijn eerste film, de tragikomedie Nous les gosses, een ode aan de solidariteit. 

### Toneel
Bussières bleef ook werkzaam op de planken. Daar leerde hij de actrice Annette Poivre kennen met wie hij samen optrad in Une femme qui a le coeur trop petit van Fernand Crommelynck. Ze huwden en zouden vaak samen spelen. De populariteit van het koppel Poivre-Bussières was na de oorlog zo groot dat meerdere (ondertussen grotendeels vergeten) films rond hen werden opgebouwd. 

### Filmcarrière van bijrollen

#### Jaren veertig en vijftig
Cineasten zoals Claude Autant-Lara, Marcel Carné, René Clair en André Cayatte deden meermaals een beroep op hem. Maar het was Henri-Georges Clouzot die hem in zijn politiefilms L'assassin habite au 21 (1941) en Quai des Orfèvres (1947) twee opmerkelijke boevenrollen liet vertolken. Hij was ook te zien in de spraakmakende en succesvolle oorlogsfilm Le Bataillon du ciel die vlak na de Tweede Wereldoorlog het waarheidsgetrouwe relaas deed van de training en de landing van een bataljon Franse parachutisten die de Résistance in Bretagne anno 1944 kwam ondersteunen.
Vermeldenswaardig in die jaren waren ook zijn rollen van arbeider in het drama Casque d'or (waarin hij de beste vriend van Serge Reggiani vertolkte), in de komedies Les Belles de nuit (als vriend van Gérard Philipe) en Paris, Palace Hôtel en in de tragikomedie Porte des Lilas (met Georges Brassens in zijn enige filmrol). 

#### Buitenlandse films
Al die bijrollen brachten hem enige bekendheid op wat hem toeliet in een aantal Italiaanse en Engelstalige prenten mee te spelen. Schoolvoorbeelden hiervan waren komedies van Steno of Michele Lupo en Fanny, de Hollywoodversie van de Marseille-trilogie van Marcel Pagnol. 

#### Latere carrière
Tot op het einde van zijn leven bleef hij schitteren in zijn tweedeplansrollen. De komedies van Claude Zidi (L'Aile ou la Cuisse, 1976, Les Sous-doués, 1980) en van Gérard Oury (La Carapate, 1978), tragikomedies zoals het Zwitserse Jonas qui aura 25 ans en l'an 2000 (1976), misdaadfilms zoals Le Gang (1977) en drama's zoals Invitation au voyage (1982) zijn enkele bekende voorbeelden.

### Engagement
Hij bleef zijn politiek engagement zijn hele leven trouw: hij was een militant syndicalist binnen de acteursvakbond.

### Privéleven
Bussières was gehuwd met de actrice Annette Poivre.
In 1982 overleed hij op 74-jarige leeftijd aan kanker in Parijs.

## Filmografie

### Lange speelfilms (selectie)
- 1933 - Ciboulette (Claude Autant-Lara)
- 1934 - L'Hôtel du libre échange (Marc Allégret)
- 1938 - Le Récif de corail (Maurice Gleize)
- 1938 - Lumières de Paris (Richard Pottier)
- 1941 - Romance de Paris (Jean Boyer)
- 1941 - Nous les gosses (Louis Daquin)
- 1942 - Le Mariage de Chiffon (Claude Autant-Lara)
- 1942 - L'Assassin habite au 21 (Henri-Georges Clouzot)
- 1943 - Madame et le mort (Louis Daquin)
- 1943 - L'Escalier sans fin (Georges Lacombe)
- 1944 - Le Carrefour des enfants perdus (Léo Joannon)
- 1946 - Vive la liberté (Jeff Musso)
- 1946 - Les Portes de la nuit (Marcel Carné)
- 1947 - Le Bataillon du ciel  (Alexandre Esway)
- 1947 - Le Chanteur inconnu (André Cayatte)
- 1947 - Quai des Orfèvres (Henri-Georges Clouzot)
- 1949 - Cinq tulipes rouges (Jean Stelli)
- 1949 - Branquignol (Robert Dhéry)
- 1950 - Maldonne (Henri Verneuil) (korte film)
- 1950 - Justice est faite (André Cayatte)
- 1951 - Casque d'or (Jacques Becker)
- 1952 - Le Passage de Vénus (Maurice Gleize)
- 1952 - Les Belles de nuit (René Clair)
- 1952 - Mon curé chez les riches (Henri Diamant-Berger)
- 1953 - Le Chasseur de chez Maxim's (Henri Diamant-Berger)
- 1954 - Les Corsaires du Bois de Boulogne (Norbert Carbonnaux)
- 1955 - Bedevilled (Mitchell Leisen)
- 1955 - Chéri-Bibi (Il forzato della guigna) (Marcello Pagliero)
- 1955 - Tant qu'il y aura des femmes (Edmond T. Gréville)
- 1956 - Cette sacrée gamine (Mam'zelle Pigalle) (Michel Boisrond)
- 1956 - Rencontre à Paris (Georges Lampin)
- 1956 - Mon curé chez les pauvres (Henri Diamant-Berger)
- 1956 - Paris, Palace Hôtel (Henri Verneuil)
- 1957 - L'Ami de la famille (Jack Pinoteau)
- 1957 - Porte des Lilas (René Clair)
- 1958 - Taxi, Roulotte et Corrida (André Hunebelle)
- 1959 - Écrire en images (Jean Mitry) (documentaire korte film)
- 1959 - Guinguette (Jean Delannoy)
- 1960 - Moschettieri del mare (Steno)
- 196 - Fanny (Joshua Logan)
- 1961 - Le Meraviglie di Aladino (Mario Bava en Henry Levin)
- 1961 - A cavallo della tigre (Luigi Comencini)
- 1962 - Copacabana Palace (Steno)
- 1962 - Les Quatre Vérités (sketchenfilm, episode Les Deux Pigeons - René Clair)
- 1964 - La Bonne Soupe (Robert Thomas)
- 1964 - Paris When It Sizzles (Richard Quine)
- 1964 - Allez France! (Robert Dhéry en Pierre Tchernia)
- 1965 - Up from the beach (Robert Parrish)
- 1966 - À la belle étoile (Pierre Prévert)
- 1967 - Troppo per vivere... poco per morire  (Michele Lupo)
- 1968 - Ho! (Robert Enrico)
- 1970 - Hello-Goodbye (Jean Negulesco)
- 1971 - Stanza 17-17 palazzo delle tasse, ufficio imposte (Michele Lupo)
- 1972 - Boccaccio (Bruno Corbucci)
- 1973 - Dio, sei proprio un padreterno (Michele Lupo)
- 1974 - La Soupe froide (Robert Pouret)
- 1974 - Gross Paris (Gilles Grangier)
- 1974 - Nuits rouges (Georges Franju)
- 1975 - Sérieux comme le plaisir (Robert Benayoun)
- 1975 - Trop c'est trop (Didier Kaminka)
- 1976 - Dracula père et fils (Edouard Molinaro)
- 1976 - L'Aile ou la Cuisse (Claude Zidi)
- 1976 - Nuit d'or (Serge Moati)
- 1976 - Jonas qui aura 25 ans en l'an 2000 (Alain Tanner)
- 1977 - Le Gang (Jacques Deray)
- 1977 - Jacques Prévert (Jean Desvilles) (documentaire, getuigenis)
- 1978 - La Barricade du Point du Jour  (René Richon)
- 1978 - L'Argent des autres (Christian de Chalonge)
- 1978 - La Carapate (Gérard Oury)
- 1979 - Le Dernier mélodrame (Georges Franju)
- 1980 - Le Roi et l'oiseau (Paul Grimault) (stem)
- 1980 - Les Sous-doués (Claude Zidi)
- 1981 - Le Vieil homme et la ville (Nadine Trintignant) (korte film)
- 1981 - Neige (Juliet Berto en Jean-Henri Roger)
- 1982 - Porca vacca  (Pasquale Festa Campanile)
- 1982 - Invitation au voyage (Peter Del Monte)

### Televisie (selectie)
- 1961 - Mon frère Jacques (Pierre Prévert) (getuigenis)
- 1966 - La maison du passeur (Pierre Prévert) (film)
- 1968 - Les Compagnons de Baal (Pierre Prévert) (feuilleton)
- 1969 - Que ferait donc Faber? (Dolorès Grassian) (feuilleton)
- 1975 - L'Homme sans visage (Georges Franju) (serie)
- 1977 - Banlieue Sud-Est (Gilles Grangier) (feuilleton)
- 1977 - A perte de vie...Jacques Prévert (Georges Ferraro) (documentaire, getuigenis)
- 1980 - Mont-Oriol (Serge Moati) (tweedelige film)
- 1980 - Les grands seconds rôles (Aline Tacvorian) (documentaire, getuigenis)
- 1981 - T'es grand et puis t'oublies (Serge Moati) (film)

- Biblioteca Nacional de España: XX1551716
- Bibliothèque nationale de France: cb12594110q (data)
- Gemeinsame Normdatei: 173956327
- International Standard Name Identifier: 0000 0000 5934 4386
- Library of Congress Control Number: no2004075238
- MusicBrainz: aaf45f46-492c-479f-979c-a4e14b573686
- Nationale Bibliotheek van Tsjechië: xx0175587
- Nationale Bibliotheek van Israël: 987007413995605171
- SNAC: w6pg2tt9
- Système universitaire de documentation: 026760339
- Virtual International Authority File: 196360429
- WorldCat: E39PBJyrRv3tv3jWdgHMcPvGpP